# Gephyrochromis
Gephyrochromis är ett släkte av fiskar. Gephyrochromis ingår i familjen Cichlidae.
Kladogram enligt Catalogue of Life:
| Gephyrochromis | \| \| Gephyrochromis lawsi \| \| \| \| \| \| Gephyrochromis moorii \| \| \| \| |
|                | \| \| Gephyrochromis lawsi \| \| \| \| \| \| Gephyrochromis moorii \| \| \| \| |
|                | Gephyrochromis lawsi                                                           |
|                |                                                                                |
|                | Gephyrochromis moorii                                                          |
|                |                                                                                |